# Антон Янссен
Антон Янссен (нід. Anton Janssen, нар. 10 серпня 1963, Тіл) — нідерландський футболіст, що грав на позиції півзахисника. Згодом — футбольний тренер.
Виступав, зокрема, за клуб «Неймеген», пізнішу очолював тренрський штаб його команди.

## Ігрова кар'єра
У дорослому футболі дебютував 1982 року виступами за команду клубу «Неймеген», в якій провів чотири сезони, взявши участь у 99 матчах чемпіонату. 
Згодом з 1986 по 1994 рік грав у складі команд клубів «Фортуна» (Сіттард), ПСВ, «Кортрейк» та «Фортуна» (Сіттард).
1994 року повернувся до клубу «Неймеген», за який відіграв 7 сезонів.  Більшість часу, проведеного у складі «Неймегена», був основним гравцем команди. Завершив професійну кар'єру футболіста виступами за команду «Неймеген» у 2001 році.

## Тренерська робота
Почав тренерську роботу 2011 року у нижчоліговому «Гемерті», а наступний сезон працював з «Оссом».
Протягом 2013—2014 очолював тренерський штаб команди, в якій провів найбільшу частину своєї ігрової кар'єри, «Неймегена».

## Титули і досягнення
- Чемпіон Нідерландів (2):

ПСВ: 1987–88, 1988–89
- Володар Кубка Нідерландів (2):

ПСВ: 1987–88, 1988–89
- Володар Кубка європейських чемпіонів (1):

ПСВ: 1987–88